# Atractus resplendens
Atractus resplendens – gatunek węża z rodziny połozowatych (Colubridae), występujący w północno-zachodniej Ameryce Południowej. Jest endemitem Ekwadoru.

## Systematyka
Takson ten opisał w 1901 roku niemiecki zoolog Franz Werner na łamach Verhandlungen der Kaiserlich-Königlichen Zoologisch-Botanischen Gesellschaft in Wien. Autor nadał mu nazwę Atractus torquatus var. resplendens, uznając go za odmianę Atractus torquatus. Nie podał dokładnego miejsca typowego, ale przyjmuje się, że był to wulkan Tungurahua.

## Występowanie
Gatunek ten występuje na wschodnich stokach ekwadorskich Andów na wysokości od 1750 do 2734 m n.p.m. Większość obserwacji dokonano na obszarze Parku Narodowego Llanganates i Parku Narodowego Sangay.

## Morfologia
Jest to średniej wielkości wąż o małej głowie, której szerokość jest podobna do szerokości szyi, i małych oczach. Górne części ciała są jednolicie ciemnobrązowe z drobnymi żółtymi plamkami i jasnym pasem na szyi. Brzuch jest żółtawo-kremowy z ciemnym paskiem pośrodku brzucha.
Wymiary:
|                  | Samiec  | Samica  |
| Długość SVL (mm) | 379     | 399     |
| Łuski brzuszne   | 157–171 | 170–185 |
| Łuski grzbietowe | 17      | 17      |

## Status
W Czerwonej księdze gatunków zagrożonych IUCN Atractus resplendens jest klasyfikowany jako gatunek niedostatecznie rozpoznany (DD, ang. Data Deficient).